# 伊雪莉
伊雪莉（Shirley Yee，1974年6月26日—），前新加坡歌手及演員、模特兒，祖籍中國福建省福州市，於1998年出道，2002年退出演藝圈。其成名曲有《不穿高跟鞋》及《深呼吸》。

## 出道過程
伊雪莉出道前曾經是新加坡的著名模特兒，於1996年參加新加坡海蝶音樂所舉辦的「非常歌手訓練班(即海蝶音樂森林)」，從2000名對手中脫穎而出，比起同屆的蔡淳佳出道更早，她亦獲新加坡海蝶音樂高層許環良的賞識，加盟新加坡海蝶音樂及寶麗金唱片(現環球音樂)。並於1998年7月推出首張專輯《不穿高跟鞋》，正式進軍歌壇，主打歌包括《不穿高跟鞋》、《天黑了》、《回答》、《突然看見了》，以及與何潤東合唱的《兩人世界》，此專輯一推出曾經在全亞洲歌壇驚鴻一瞥。
1999年8月，推出第二張專輯《深呼吸》，主打歌包括《深呼吸》、《貓步》、《踢皮球》，以及與高慧君合唱的《高興就好》，但銷量及反應不如其首張專輯，之後由於海蝶音樂和環球音樂在合約上有分歧，導致其第三張專輯發片計劃受阻，最後於2000年與海蝶音樂正式約滿。
2001年她轉往戲劇圈發展，參與新加坡新傳媒U頻道電視劇《勝券在握》的演出，同年5月宣佈與空軍機師男友Melvin結婚，其後於2002年退出演藝圈。

## 音樂作品
- 1998年《不穿高跟鞋》
- 1999年《深呼吸》

## 電視劇
- 2001年 新傳媒U頻道《勝券在握》飾 邱少玲